# Düsseldorf Open (WTA Tour)
Il Düsseldorf Open è stato un torneo femminile di tennis che si disputava a Düsseldorf in Germania.

## Albo d'oro

### Singolare
| Anno | Campionessa    | Finalista        | Punteggio |
| ---- | -------------- | ---------------- | --------- |
| 1973 | Helga Masthoff | Evonne Goolagong | 6–4, 6–4  |

### Doppio
| Anno | Campionesse                                                | Finalista | Punteggio        |
| ---- | ---------------------------------------------------------- | --------- | ---------------- |
| 1973 | Evonne Goolagong Janet Young vs. Helga Masthoff Heide Orth |           | Titolo condiviso |